# Çayırbağı, Meram
Çayırbağı là một xã thuộc quận Meram, tỉnh Konya, Thổ Nhĩ Kỳ. Dân số thời điểm năm 2011 là 2.235 người.